# Rocklin (Kalifornija)
Rocklin je grad u američkoj saveznoj državi Kalifornija. Prema popisu stanovništva iz 2010. u njemu je živjelo 56.974 stanovnika.